# Conus algoensis
Conus algoensis é uma espécie de gastrópode do gênero Conus, pertencente a família Conidae.